# Promozione Campania-Molise 1990-1991
Nella stagione 1990-1991 la Promozione era sesto livello del calcio italiano (il massimo livello regionale). Qui vi sono le statistiche relative al campionato in Campania e in Molise.
Il campionato è strutturato in vari gironi all'italiana su base regionale, gestiti dai Comitati Regionali di competenza. Promozioni alla categoria superiore e retrocessioni in quella inferiore non erano sempre omogenee; erano quantificate all'inizio del campionato dal Comitato Regionale secondo le direttive stabilite dalla Lega Nazionale Dilettanti, ma flessibili, in relazione al numero delle società retrocesse dal Campionato Interregionale e perciò, a seconda delle varie situazioni regionali, la fine del campionato poteva avere degli spareggi sia di promozione che di retrocessione.

## Girone A

### Squadre partecipanti
| Club                       | Città (provincia)             | Stadio | Stagione precedente |
| -------------------------- | ----------------------------- | ------ | ------------------- |
| U.S. Ariano Valle Ufita    | Ariano Irpino (AV)            |        |                     |
| U.S. Aurora Ururi          | Ururi (CB)                    |        |                     |
| G.S. Barilla Sud           | San Nicola la Strada (CE)     |        |                     |
| U.S. Bojano                | Bojano (CB)                   |        |                     |
| U.S. Boys Caivanese        | Caivano (NA)                  |        |                     |
| A.S. Campomarino           | Campomarino (CB)              |        |                     |
| A.S. Casale Bonito         | Casal di Principe (CE)        |        |                     |
| Comprensorio Frattese      | Frattamaggiore (NA)           |        |                     |
| A.S. Frattese              | Frattamaggiore (NA)           |        |                     |
| S.S.C. Giugliano           | Giugliano in Campania (NA)    |        |                     |
| U.S. Gladiator             | Santa Maria Capua Vetere (CE) |        |                     |
| A.C. Junior Castelvolturno | Castel Volturno (CE)          |        |                     |
| U.S. Maddalonese           | Maddaloni (CE)                |        |                     |
| Pol. Mondragonese          | Mondragone (CE)               |        |                     |
| A.C. Montesarchio          | Montesarchio (BN)             |        |                     |
| G.S. Piedimonte            | Piedimonte Matese (CE)        |        |                     |
| Ponte Calcio               | Ponte (BN)                    |        |                     |
| S.S. Torrecuso Riviera     | Torrecuso (BN)                |        |                     |

### Classifica finale
|  | Pos. | Squadra               | Pt | G  | V  | N  | P  | GF | GS | DR  |
|  | ---- | --------------------- | -- | -- | -- | -- | -- | -- | -- | --- |
|  | 1.   | Casale Bonito         | 54 | 34 | 21 | 12 | 1  | 56 | 13 | +43 |
|  | 2.   | Torrecuso Riviera     | 52 | 34 | 20 | 12 | 2  | 58 | 18 | +40 |
|  | 3.   | Gladiator             | 45 | 34 | 16 | 13 | 5  | 43 | 25 | +18 |
|  | 4.   | Mondragonese          | 42 | 34 | 15 | 12 | 7  | 40 | 24 | +16 |
|  | 5.   | Boys Caivanese        | 40 | 34 | 14 | 12 | 8  | 41 | 34 | +7  |
|  | 6.   | Barilla Sud           | 40 | 34 | 14 | 12 | 8  | 37 | 30 | +7  |
|  | 7.   | Comprensorio Frattese | 37 | 34 | 12 | 13 | 9  | 36 | 26 | +10 |
|  | 8.   | Frattese (-1)         | 34 | 34 | 9  | 16 | 9  | 37 | 34 | +3  |
|  | 9.   | Ponte                 | 31 | 34 | 11 | 9  | 14 | 40 | 38 | +2  |
|  | 10.  | Piedimonte            | 31 | 34 | 10 | 11 | 13 | 32 | 47 | -15 |
|  | 11.  | Ariano Valle Ufita    | 30 | 34 | 12 | 6  | 16 | 43 | 35 | +8  |
|  | 12.  | Bojano                | 30 | 34 | 8  | 14 | 12 | 34 | 41 | -7  |
|  | 13.  | Giugliano             | 30 | 34 | 10 | 10 | 14 | 21 | 41 | -20 |
|  | 14.  | Aurora Ururi          | 29 | 34 | 6  | 17 | 11 | 27 | 42 | -15 |
|  | 15.  | Junior Castelvolturno | 28 | 34 | 9  | 10 | 15 | 27 | 29 | -2  |
|  | 16.  | Campomarino           | 26 | 34 | 8  | 10 | 16 | 25 | 35 | -10 |
|  | 17.  | Maddalonese           | 21 | 34 | 7  | 7  | 20 | 28 | 58 | -30 |
|  | 18.  | Montesarchio          | 11 | 34 | 2  | 7  | 25 | 19 | 74 | -55 |

### Verdetti finali
- Casale Bonito ammesso alla finale, promosso all'Interregionale dopo gli spareggi intergirone.

## Girone B

### Squadre partecipanti
| Club                      | Città (provincia)          | Stadio | Stagione precedente |
| ------------------------- | -------------------------- | ------ | ------------------- |
| U.S. Agerola              | Agerola (NA)               |        |                     |
| Pol. Azzurra Paganese     | Pagani (SA)                |        |                     |
| U.S. Boscoreale           | Boscoreale (NA)            |        |                     |
| U.S. Boscotrecase         | Boscotrecase (NA)          |        |                     |
| U.S. Calvizzano           | Calvizzano (NA)            |        |                     |
| A.C. Casoria              | Casoria (NA)               |        |                     |
| A.C. Forio                | Forio (NA)                 |        |                     |
| U.S. Giovani Lauro        | Cardito (NA)               |        |                     |
| Pol. Il Gabbiano          | Napoli                     |        |                     |
| A.C. Nuovo Terzigno       | Terzigno (NA)              |        |                     |
| A.S. Palmese              | Palma Campania (NA)        |        |                     |
| A.P. Pimonte              | Pimonte (NA)               |        |                     |
| G.S. Pomigliano           | Pomigliano d'Arco (NA)     |        |                     |
| Pol. Rinascita Quindicese | Quindici (AV)              |        |                     |
| A.C. San Pietro           | Napoli                     |        |                     |
| A.C. Sangennarese         | San Gennaro Vesuviano (NA) |        |                     |
| Pol. Sangiorgese          | San Giorgio a Cremano (NA) |        |                     |
| U.P. Sibilla Bacoli       | Bacoli (NA)                |        |                     |

### Classifica finale
|  | Pos. | Squadra              | Pt | G  | V  | N  | P  | GF | GS | DR  |
|  | ---- | -------------------- | -- | -- | -- | -- | -- | -- | -- | --- |
|  | 1.   | Casoria              | 50 | 34 | 21 | 8  | 5  | 55 | 22 | +33 |
|  | 2.   | Pomigliano           | 48 | 34 | 19 | 10 | 5  | 53 | 27 | +26 |
|  | 3.   | Nuovo Terzigno       | 40 | 34 | 16 | 8  | 10 | 47 | 34 | +13 |
|  | 4.   | Azzurra Paganese     | 40 | 34 | 12 | 16 | 6  | 35 | 29 | +6  |
|  | 5.   | Rinascita Quindicese | 40 | 34 | 13 | 14 | 7  | 46 | 40 | +6  |
|  | 6.   | Il Gabbiano          | 39 | 34 | 11 | 17 | 6  | 48 | 38 | +10 |
|  | 7.   | San Pietro           | 36 | 34 | 10 | 16 | 8  | 33 | 34 | -1  |
|  | 8.   | Forio                | 34 | 34 | 10 | 14 | 10 | 43 | 44 | -1  |
|  | 9.   | Boscotrecase         | 33 | 34 | 9  | 15 | 10 | 38 | 36 | +2  |
|  | 10.  | Palmese              | 33 | 34 | 11 | 11 | 12 | 36 | 34 | +2  |
|  | 11.  | Sangennarese         | 32 | 34 | 10 | 12 | 12 | 39 | 37 | +2  |
|  | 12.  | Sibilla Bacoli       | 32 | 34 | 7  | 18 | 9  | 35 | 35 | 0   |
|  | 13.  | Sangiorgese          | 32 | 34 | 10 | 12 | 12 | 31 | 37 | -6  |
|  | 14.  | Pimonte              | 28 | 34 | 8  | 12 | 14 | 29 | 35 | -6  |
|  | 15.  | Giovani Lauro        | 28 | 34 | 8  | 12 | 14 | 31 | 40 | -9  |
|  | 16.  | Boscoreale (-5)      | 26 | 34 | 10 | 11 | 13 | 43 | 54 | -11 |
|  | 17.  | Agerola              | 23 | 34 | 6  | 11 | 17 | 33 | 54 | -21 |
|  | 18.  | Calvizzano           | 13 | 34 | 2  | 9  | 23 | 28 | 74 | -46 |

### Verdetti finali
- Casoria ammessa alla finale, perde dopo gli spareggi intergirone.

## Girone C

### Squadre partecipanti
| Club                        | Città (provincia)           | Stadio           | Stagione precedente |
| --------------------------- | --------------------------- | ---------------- | ------------------- |
| Pol. Calitri                | Calitri (AV)                |                  |                     |
| S.C. Campagna               | Campagna (SA)               |                  |                     |
| U.S. Felice Scandone        | Montella (AV)               |                  |                     |
| Pol. Gelbison               | Vallo della Lucania (SA)    |                  |                     |
| U.S. Gregoriana             | San Gregorio Magno (SA)     |                  |                     |
| Intrepida Lanzara           | Castel San Giorgio (SA)     |                  |                     |
| Pol. Libertas Alfaterna     | Nocera Inferiore (SA)       | Stadio Alfaterno |                     |
| A.C. Maiori                 | Maiori (SA)                 |                  |                     |
| Pol. Olimpia                | Vibonati (SA)               |                  |                     |
| U.S. Palinuro               | Centola (SA)                |                  |                     |
| Picenia San Cipriano        | San Cipriano Picentino (SA) |                  |                     |
| Pol. Pontecagnano Faiano    | Pontecagnano Faiano (SA)    |                  |                     |
| U.S. Poseidon               | Capaccio (SA)               |                  |                     |
| Real Giove                  | Battipaglia (SA)            |                  |                     |
| A.G. Real Palomonte         | Palomonte (SA)              |                  |                     |
| U.S. Roccadaspide           | Roccadaspide (SA)           |                  |                     |
| Pol. Sapri Golfo Policastro | Sapri (SA)                  |                  |                     |
| U.S. Sarnese Angri          | Sarno (SA)                  |                  |                     |

### Classifica finale
|  | Pos. | Squadra                | Pt | G  | V  | N  | P  | GF | GS | DR  |
|  | ---- | ---------------------- | -- | -- | -- | -- | -- | -- | -- | --- |
|  | 1.   | Calitri                | 54 | 34 | 23 | 8  | 3  | 52 | 10 | +42 |
|  | 2.   | Pontecagnano Faiano    | 54 | 34 | 22 | 10 | 2  | 61 | 22 | +39 |
|  | 3.   | Gelbison               | 51 | 34 | 18 | 15 | 1  | 42 | 13 | +29 |
|  | 4.   | Maiori                 | 42 | 34 | 17 | 8  | 9  | 44 | 27 | +17 |
|  | 5.   | Libertas Alfaterna     | 37 | 34 | 13 | 11 | 10 | 47 | 32 | +15 |
|  | 6.   | Sapri Golfo Policastro | 36 | 34 | 9  | 18 | 7  | 36 | 38 | -2  |
|  | 7.   | Intrepida Lanzara      | 35 | 34 | 11 | 13 | 10 | 50 | 45 | +5  |
|  | 8.   | Gregoriana             | 32 | 34 | 9  | 14 | 11 | 38 | 37 | +1  |
|  | 9.   | Sarnese Angri          | 32 | 34 | 11 | 10 | 13 | 37 | 48 | -11 |
|  | 10.  | Poseidon               | 30 | 34 | 8  | 15 | 11 | 32 | 27 | +5  |
|  | 11.  | Felice Scandone        | 29 | 34 | 9  | 11 | 14 | 44 | 48 | -4  |
|  | 12.  | Real Palomonte         | 29 | 34 | 7  | 15 | 12 | 29 | 30 | -1  |
|  | 13.  | Palinuro               | 29 | 34 | 10 | 9  | 15 | 34 | 39 | -5  |
|  | 14.  | Roccadaspide           | 29 | 34 | 9  | 11 | 14 | 45 | 57 | -12 |
|  | 15.  | Picenia San Cipriano   | 28 | 34 | 9  | 10 | 15 | 30 | 43 | -13 |
|  | 16.  | Olimpia                | 28 | 34 | 9  | 10 | 15 | 28 | 42 | -14 |
|  | 17.  | Real Giove (-1)        | 25 | 34 | 8  | 10 | 16 | 23 | 41 | -18 |
|  | 18.  | Campagna (-1)          | 9  | 34 | 2  | 6  | 26 | 25 | 98 | -73 |

### Spareggio 1º posto
| Squadra 1 | Risultato | Squadra 2           |
| --------- | --------- | ------------------- |
| Calitri   | 2 - 0     | Pontecagnano Faiano |

| ??? 1991 | Calitri | 2 – 0 | Pontecagnano Faiano |  |

### Verdetti finali
- Calitri ammesso alla finale, promosso all'Interregionale dopo gli spareggi intergirone.

## Spareggi promozione
Spareggi tra le prime classificate
| Squadra          | P.ti | G | V | N | P | GF | GS | DR |
| ---------------- | ---- | - | - | - | - | -- | -- | -- |
| 1. Calitri       | 3    | 2 | 1 | 1 | 0 | 3  | 1  | +2 |
| 2. Casale Bonito | 2    | 2 | 1 | 0 | 1 | 3  | 3  | 0  |
| 3. Casoria       | 1    | 2 | 0 | 1 | 1 | 0  | 2  | -2 |

| Benevento ??? 1991 | Casale Bonito | 2 – 0 | Casoria |  |

| Benevento ??? 1991 | Calitri | 3 – 1 | Casale Bonito |  |

| Benevento ??? 1991 | Casoria | 0 – 0 | Calitri |  |